# Driedaagse Brugge-De Panne 2020
Driedaagse Brugge-De Panne 2020 – 44. edycja wyścigu kolarskiego Driedaagse Brugge-De Panne, która odbyła się 21 października 2020; wyścig był częścią UCI World Tour 2020.
Wyścig początkowo miał odbyć się 25 marca 2020, jednak, ze względu na pandemię COVID-19, Międzynarodowa Unia Kolarska dokonała znaczących zmian w kalendarzu cyklu UCI World Tour 2020, w wyniku których zmagania w Driedaagse Brugge-De Panne zostały przeniesione na 21 października 2020.

## Uczestnicy

### Drużyny
| WorldTeams (17)- AG2R La Mondiale - Astana - Bahrain McLaren - Bora-Hansgrohe - CCC Team - Cofidis - Deceuninck-Quick Step - EF Pro Cycling - Groupama-FDJ - Israel Start-Up Nation - Lotto Soudal - Movistar Team - NTT Pro Cycling - Ineos Grenadiers - Jumbo-Visma - Trek-Segafredo - UAE Team Emirates ProTeams (8)- Alpecin-Fenix - Arkéa-Samsic - B&B Hotels-Vital Concept p/b KTM - Total Direct Énergie - Sport Vlaanderen-Baloise - Riwal Securitas - Bingoal-Wallonie Bruxelles - Circus-Wanty Gobert |
| |

### Lista startowa
| Jumbo-Visma TJV | Jumbo-Visma TJV             | Jumbo-Visma TJV |
| --------------- | --------------------------- | --------------- |
| Nr              | Kolarz                      | Miejsce         |
| 1               | Mike Teunissen (NED)        |                 |
| 2               | Amund Grøndahl Jansen (NOR) |                 |
| 3               | Pascal Eenkhoorn (NED)      |                 |
| 4               | Maarten Wynants (BEL)       |                 |
| 5               | Bert-Jan Lindeman (NED)     |                 |
| 6               | Timo Roosen (NED)           |                 |
| 7               | Taco van der Hoorn (NED)    |                 |

| Deceuninck-Quick Step DQT | Deceuninck-Quick Step DQT    | Deceuninck-Quick Step DQT |
| ------------------------- | ---------------------------- | ------------------------- |
| Nr                        | Kolarz                       | Miejsce                   |
| 11                        | Kasper Asgreen (DEN) (szosa) |                           |
| 12                        | Yves Lampaert (BEL)          |                           |
| 13                        | Florian Sénéchal (FRA)       |                           |
| 14                        | Tim Declercq (BEL)           |                           |
| 15                        | Mauri Vansevenant (BEL)      |                           |
| 16                        | Dries Devenyns (BEL)         |                           |
| 17                        | Bert Van Lerberghe (BEL)     |                           |

| Astana AST | Astana AST              | Astana AST |
| ---------- | ----------------------- | ---------- |
| Nr         | Kolarz                  | Miejsce    |
| 21         | Daniił Fominych (KAZ)   |            |
| 22         | Laurens De Vreese (BEL) |            |
| 23         | Artiom Zacharow (KAZ)   |            |
| 24         | Jewgienij Gidicz (KAZ)  |            |
| 25         | Hugo Houle (CAN)        |            |
| 26         | Davide Martinelli (ITA) |            |

| Bahrain McLaren TBM | Bahrain McLaren TBM   | Bahrain McLaren TBM |
| ------------------- | --------------------- | ------------------- |
| Nr                  | Kolarz                | Miejsce             |
| 31                  | Mark Cavendish (GBR)  |                     |
| 32                  | Sonny Colbrelli (ITA) |                     |
| 33                  | Marco Haller (AUT)    |                     |
| 34                  | Dylan Teuns (BEL)     |                     |
| 36                  | Luka Pibernik (SLO)   |                     |
| 37                  | Feng Chun-kai (TPE)   |                     |

| Bora-Hansgrohe BOH | Bora-Hansgrohe BOH        | Bora-Hansgrohe BOH |
| ------------------ | ------------------------- | ------------------ |
| Nr                 | Kolarz                    | Miejsce            |
| 41                 | Oscar Gatto (ITA)         |                    |
| 42                 | Marcus Burghardt (GER)    |                    |
| 43                 | Jean-Pierre Drucker (LUX) |                    |
| 45                 | Lukas Pöstlberger (AUT)   |                    |
| 46                 | Daniel Oss (ITA)          |                    |
| 47                 | Juraj Sagan (SVK) (szosa) |                    |

| CCC Team CCC | CCC Team CCC                   | CCC Team CCC |
| ------------ | ------------------------------ | ------------ |
| Nr           | Kolarz                         | Miejsce      |
| 51           | Matteo Trentin (ITA)           |              |
| 52           | Michael Schär (SUI)            |              |
| 53           | Jonas Koch (GER)               |              |
| 54           | Gijs Van Hoecke (BEL)          |              |
| 55           | Nathan Van Hooydonck (BEL)     |              |
| 56           | Guillaume Van Keirsbulck (BEL) |              |

| EF Pro Cycling EF1 | EF Pro Cycling EF1        | EF Pro Cycling EF1 |
| ------------------ | ------------------------- | ------------------ |
| Nr                 | Kolarz                    | Miejsce            |
| 61                 | Sep Vanmarcke (BEL)       |                    |
| 62                 | Jens Keukeleire (BEL)     |                    |
| 63                 | Stefan Bissegger (SUI)    |                    |
| 64                 | Moreno Hofland (NED)      |                    |
| 65                 | Thomas Scully (NZL)       |                    |
| 66                 | Jonas Rutsch (GER)        |                    |
| 67                 | Sebastian Langeveld (NED) |                    |

| Israel Start-Up Nation ISN | Israel Start-Up Nation ISN  | Israel Start-Up Nation ISN |
| -------------------------- | --------------------------- | -------------------------- |
| Nr                         | Kolarz                      | Miejsce                    |
| 72                         | Norman Vahtra (EST) (szosa) |                            |
| 73                         | Guillaume Boivin (CAN)      |                            |
| 74                         | Hugo Hofstetter (FRA)       |                            |
| 75                         | Travis McCabe (USA)         |                            |
| 76                         | Nils Politt (GER)           |                            |
| 77                         | Tom Van Asbroeck (BEL)      |                            |

| Movistar Team MOV | Movistar Team MOV     | Movistar Team MOV |
| ----------------- | --------------------- | ----------------- |
| Nr                | Kolarz                | Miejsce           |
| 81                | Juan Diego Alba (COL) |                   |
| 82                | Iñigo Elosegui (ESP)  |                   |
| 84                | Johan Jacobs (SUI)    |                   |
| 85                | Lluís Mas (ESP)       |                   |
| 86                | Sebastián Mora (ESP)  |                   |
| 87                | Eduard Prades (ESP)   |                   |

| Lotto-Soudal LTS | Lotto-Soudal LTS        | Lotto-Soudal LTS |
| ---------------- | ----------------------- | ---------------- |
| Nr               | Kolarz                  | Miejsce          |
| 91               | Caleb Ewan (AUS)        |                  |
| 92               | John Degenkolb (GER)    |                  |
| 93               | Jasper De Buyst (BEL)   |                  |
| 94               | Frederik Frison (BEL)   |                  |
| 95               | Roger Kluge (GER)       |                  |
| 96               | Brian van Goethem (NED) |                  |
| 97               | Nikolas Maes (BEL)      |                  |

| NTT Pro Cycling NTT | NTT Pro Cycling NTT        | NTT Pro Cycling NTT |
| ------------------- | -------------------------- | ------------------- |
| Nr                  | Kolarz                     | Miejsce             |
| 101                 | Edvald Boasson Hagen (NOR) |                     |
| 102                 | Samuele Battistella (ITA)  |                     |
| 104                 | Michael Gogl (AUT)         |                     |
| 105                 | Max Walscheid (GER)        |                     |
| 106                 | Jay Robert Thomson (RSA)   |                     |
| 107                 | Rasmus Tiller (NOR)        |                     |

| Trek-Segafredo TFS | Trek-Segafredo TFS      | Trek-Segafredo TFS |
| ------------------ | ----------------------- | ------------------ |
| Nr                 | Kolarz                  | Miejsce            |
| 112                | Jasper Stuyven (BEL)    |                    |
| 113                | Edward Theuns (BEL)     |                    |
| 114                | Kiel Reijnen (USA)      |                    |
| 115                | Toms Skujiņš (LAT)      |                    |
| 116                | Charlie Quaterman (GBR) |                    |
| 117                | Ryan Mullen (IRL)       |                    |

| UAE Team Emirates UAD | UAE Team Emirates UAD           | UAE Team Emirates UAD |
| --------------------- | ------------------------------- | --------------------- |
| Nr                    | Kolarz                          | Miejsce               |
| 121                   | Alexander Kristoff (NOR)        |                       |
| 122                   | Sven Erik Bystrøm (NOR) (szosa) |                       |
| 123                   | Marco Marcato (ITA)             |                       |
| 124                   | Vegard Stake Laengen (NOR)      |                       |
| 125                   | Tom Bohli (SUI)                 |                       |

| Groupama-FDJ GFC | Groupama-FDJ GFC            | Groupama-FDJ GFC |
| ---------------- | --------------------------- | ---------------- |
| Nr               | Kolarz                      | Miejsce          |
| 131              | Stefan Küng (SUI)           |                  |
| 133              | Kevin Geniets (LUX) (szosa) |                  |
| 134              | Fabian Lienhard (SUI)       |                  |
| 136              | Valentin Madouas (FRA)      |                  |
| 137              | Jake Stewart (GBR)          |                  |

| Ineos Grenadiers IGD | Ineos Grenadiers IGD      | Ineos Grenadiers IGD |
| -------------------- | ------------------------- | -------------------- |
| Nr                   | Kolarz                    | Miejsce              |
| 141                  | Michał Kwiatkowski (POL)  |                      |
| 142                  | Carlos Rodríguez (ESP)    |                      |
| 143                  | Owain Doull (GBR)         |                      |
| 144                  | Luke Rowe (GBR)           |                      |
| 145                  | Christian Knees (GER)     |                      |
| 146                  | Christopher Lawless (GBR) |                      |
| 147                  | Leonardo Basso (ITA)      |                      |

| AG2R La Mondiale ALM | AG2R La Mondiale ALM    | AG2R La Mondiale ALM |
| -------------------- | ----------------------- | -------------------- |
| Nr                   | Kolarz                  | Miejsce              |
| 151                  | Oliver Naesen (BEL)     |                      |
| 153                  | Stijn Vandenbergh (BEL) |                      |
| 154                  | Lawrence Naesen (BEL)   |                      |
| 155                  | Julien Duval (FRA)      |                      |
| 156                  | Silvan Dillier (SUI)    |                      |
| 157                  | Alexis Gougeard (FRA)   |                      |

| Cofidis COF | Cofidis COF              | Cofidis COF |
| ----------- | ------------------------ | ----------- |
| Nr          | Kolarz                   | Miejsce     |
| 161         | Cyril Lemoine (FRA)      |             |
| 162         | Christophe Laporte (FRA) |             |
| 163         | Dimitri Claeys (BEL)     |             |
| 164         | Julien Vermote (BEL)     |             |
| 165         | Damien Touzé (FRA)       |             |
| 166         | Piet Allegaert (BEL)     |             |
| 167         | Attilio Viviani (ITA)    |             |

| Circus-Wanty Gobert CWG | Circus-Wanty Gobert CWG | Circus-Wanty Gobert CWG |
| ----------------------- | ----------------------- | ----------------------- |
| Nr                      | Kolarz                  | Miejsce                 |
| 172                     | Xandro Meurisse (BEL)   |                         |
| 173                     | Alfdan De Decker (BEL)  |                         |
| 175                     | Andrea Pasqualon (ITA)  |                         |
| 176                     | Boy van Poppel (NED)    |                         |
| 177                     | Danny van Poppel (NED)  |                         |

| Sport Vlaanderen-Baloise SVB | Sport Vlaanderen-Baloise SVB | Sport Vlaanderen-Baloise SVB |
| ---------------------------- | ---------------------------- | ---------------------------- |
| Nr                           | Kolarz                       | Miejsce                      |
| 181                          | Kenny De Ketele (BEL)        |                              |
| 182                          | Robbe Ghys (BEL)             |                              |
| 183                          | Lindsay De Vylder (BEL)      |                              |
| 184                          | Fabio Van den Bossche (BEL)  |                              |
| 185                          | Amaury Capiot (BEL)          |                              |
| 186                          | Sasha Weemaes (BEL)          |                              |
| 187                          | Cédric Beullens (BEL)        |                              |

| Alpecin-Fenix AFC | Alpecin-Fenix AFC                  | Alpecin-Fenix AFC |
| ----------------- | ---------------------------------- | ----------------- |
| Nr                | Kolarz                             | Miejsce           |
| 191               | Mathieu van der Poel (NED) (szosa) |                   |
| 192               | Tim Merlier (BEL)                  |                   |
| 193               | Alexander Krieger (GER)            |                   |
| 194               | Jonas Rickaert (BEL)               |                   |
| 195               | Oscar Riesebeek (NED)              |                   |
| 196               | Gianni Vermeersch (BEL)            |                   |
| 197               | Senne Leysen (BEL)                 |                   |

| B&B Hotels-Vital Concept p/b KTM BVC | B&B Hotels-Vital Concept p/b KTM BVC | B&B Hotels-Vital Concept p/b KTM BVC |
| ------------------------------------ | ------------------------------------ | ------------------------------------ |
| Nr                                   | Kolarz                               | Miejsce                              |
| 201                                  | Bryan Coquard (FRA)                  |                                      |
| 202                                  | Jens Debusschere (BEL)               |                                      |
| 203                                  | Kris Boeckmans (BEL)                 |                                      |
| 204                                  | Bert De Backer (BEL)                 |                                      |
| 205                                  | Jérémy Lecroq (FRA)                  |                                      |
| 206                                  | Luca Mozzato (ITA)                   |                                      |
| 207                                  | Jonas Van Genechten (BEL)            |                                      |

| Total Direct Énergie TDE | Total Direct Énergie TDE | Total Direct Énergie TDE |
| ------------------------ | ------------------------ | ------------------------ |
| Nr                       | Kolarz                   | Miejsce                  |
| 211                      | Niccolò Bonifazio (ITA)  |                          |
| 212                      | Romain Cardis (FRA)      |                          |
| 213                      | Florian Maitre (FRA)     |                          |
| 214                      | Adrien Petit (FRA)       |                          |
| 215                      | Geoffrey Soupe (FRA)     |                          |
| 216                      | Anthony Turgis (FRA)     |                          |
| 217                      | Dries Van Gestel (BEL)   |                          |

| Arkéa-Samsic ARK | Arkéa-Samsic ARK        | Arkéa-Samsic ARK |
| ---------------- | ----------------------- | ---------------- |
| Nr               | Kolarz                  | Miejsce          |
| 221              | Matis Louvel (FRA)      |                  |
| 222              | Donavan Grondin (FRA)   |                  |
| 223              | Benjamin Declercq (BEL) |                  |
| 224              | Christophe Noppe (BEL)  |                  |
| 226              | Connor Swift (GBR)      |                  |
| 227              | Bram Welten (NED)       |                  |

| Bingoal-Wallonie Bruxelles WVA | Bingoal-Wallonie Bruxelles WVA | Bingoal-Wallonie Bruxelles WVA |
| ------------------------------ | ------------------------------ | ------------------------------ |
| Nr                             | Kolarz                         | Miejsce                        |
| 231                            | Jonas Castrique (BEL)          |                                |
| 232                            | Arjen Livyns (BEL)             |                                |
| 233                            | Aksel Nõmmela (EST)            |                                |
| 234                            | Joël Suter (SUI)               |                                |
| 235                            | Lionel Taminiaux (BEL)         |                                |
| 236                            | Luc Wirtgen (LUX)              |                                |
| 237                            | Ludovic Robeet (BEL)           |                                |

| Riwal Securitas RIW | Riwal Securitas RIW      | Riwal Securitas RIW |
| ------------------- | ------------------------ | ------------------- |
| Nr                  | Kolarz                   | Miejsce             |
| 241                 | Piotr Havik (NED)        |                     |
| 242                 | Lucas Eriksson (SWE)     |                     |
| 243                 | Sondre Holst Enger (NOR) |                     |
| 244                 | Arvid de Kleijn (NED)    |                     |
| 245                 | August Jensen (NOR)      |                     |
| 246                 | Tobias Kongstad (DEN)    |                     |
| 247                 | Elmar Reinders (NED)     |                     |

| Jumbo-Visma TJV | Jumbo-Visma TJV             | Jumbo-Visma TJV |
| --------------- | --------------------------- | --------------- |
| Nr              | Kolarz                      | Miejsce         |
| 1               | Mike Teunissen (NED)        |                 |
| 2               | Amund Grøndahl Jansen (NOR) |                 |
| 3               | Pascal Eenkhoorn (NED)      |                 |
| 4               | Maarten Wynants (BEL)       |                 |
| 5               | Bert-Jan Lindeman (NED)     |                 |
| 6               | Timo Roosen (NED)           |                 |
| 7               | Taco van der Hoorn (NED)    |                 |

| Deceuninck-Quick Step DQT | Deceuninck-Quick Step DQT    | Deceuninck-Quick Step DQT |
| ------------------------- | ---------------------------- | ------------------------- |
| Nr                        | Kolarz                       | Miejsce                   |
| 11                        | Kasper Asgreen (DEN) (szosa) |                           |
| 12                        | Yves Lampaert (BEL)          |                           |
| 13                        | Florian Sénéchal (FRA)       |                           |
| 14                        | Tim Declercq (BEL)           |                           |
| 15                        | Mauri Vansevenant (BEL)      |                           |
| 16                        | Dries Devenyns (BEL)         |                           |
| 17                        | Bert Van Lerberghe (BEL)     |                           |

| Astana AST | Astana AST              | Astana AST |
| ---------- | ----------------------- | ---------- |
| Nr         | Kolarz                  | Miejsce    |
| 21         | Daniił Fominych (KAZ)   |            |
| 22         | Laurens De Vreese (BEL) |            |
| 23         | Artiom Zacharow (KAZ)   |            |
| 24         | Jewgienij Gidicz (KAZ)  |            |
| 25         | Hugo Houle (CAN)        |            |
| 26         | Davide Martinelli (ITA) |            |

| Bahrain McLaren TBM | Bahrain McLaren TBM   | Bahrain McLaren TBM |
| ------------------- | --------------------- | ------------------- |
| Nr                  | Kolarz                | Miejsce             |
| 31                  | Mark Cavendish (GBR)  |                     |
| 32                  | Sonny Colbrelli (ITA) |                     |
| 33                  | Marco Haller (AUT)    |                     |
| 34                  | Dylan Teuns (BEL)     |                     |
| 36                  | Luka Pibernik (SLO)   |                     |
| 37                  | Feng Chun-kai (TPE)   |                     |

| Bora-Hansgrohe BOH | Bora-Hansgrohe BOH        | Bora-Hansgrohe BOH |
| ------------------ | ------------------------- | ------------------ |
| Nr                 | Kolarz                    | Miejsce            |
| 41                 | Oscar Gatto (ITA)         |                    |
| 42                 | Marcus Burghardt (GER)    |                    |
| 43                 | Jean-Pierre Drucker (LUX) |                    |
| 45                 | Lukas Pöstlberger (AUT)   |                    |
| 46                 | Daniel Oss (ITA)          |                    |
| 47                 | Juraj Sagan (SVK) (szosa) |                    |

| CCC Team CCC | CCC Team CCC                   | CCC Team CCC |
| ------------ | ------------------------------ | ------------ |
| Nr           | Kolarz                         | Miejsce      |
| 51           | Matteo Trentin (ITA)           |              |
| 52           | Michael Schär (SUI)            |              |
| 53           | Jonas Koch (GER)               |              |
| 54           | Gijs Van Hoecke (BEL)          |              |
| 55           | Nathan Van Hooydonck (BEL)     |              |
| 56           | Guillaume Van Keirsbulck (BEL) |              |

| EF Pro Cycling EF1 | EF Pro Cycling EF1        | EF Pro Cycling EF1 |
| ------------------ | ------------------------- | ------------------ |
| Nr                 | Kolarz                    | Miejsce            |
| 61                 | Sep Vanmarcke (BEL)       |                    |
| 62                 | Jens Keukeleire (BEL)     |                    |
| 63                 | Stefan Bissegger (SUI)    |                    |
| 64                 | Moreno Hofland (NED)      |                    |
| 65                 | Thomas Scully (NZL)       |                    |
| 66                 | Jonas Rutsch (GER)        |                    |
| 67                 | Sebastian Langeveld (NED) |                    |

| Israel Start-Up Nation ISN | Israel Start-Up Nation ISN  | Israel Start-Up Nation ISN |
| -------------------------- | --------------------------- | -------------------------- |
| Nr                         | Kolarz                      | Miejsce                    |
| 72                         | Norman Vahtra (EST) (szosa) |                            |
| 73                         | Guillaume Boivin (CAN)      |                            |
| 74                         | Hugo Hofstetter (FRA)       |                            |
| 75                         | Travis McCabe (USA)         |                            |
| 76                         | Nils Politt (GER)           |                            |
| 77                         | Tom Van Asbroeck (BEL)      |                            |

| Movistar Team MOV | Movistar Team MOV     | Movistar Team MOV |
| ----------------- | --------------------- | ----------------- |
| Nr                | Kolarz                | Miejsce           |
| 81                | Juan Diego Alba (COL) |                   |
| 82                | Iñigo Elosegui (ESP)  |                   |
| 84                | Johan Jacobs (SUI)    |                   |
| 85                | Lluís Mas (ESP)       |                   |
| 86                | Sebastián Mora (ESP)  |                   |
| 87                | Eduard Prades (ESP)   |                   |

| Lotto-Soudal LTS | Lotto-Soudal LTS        | Lotto-Soudal LTS |
| ---------------- | ----------------------- | ---------------- |
| Nr               | Kolarz                  | Miejsce          |
| 91               | Caleb Ewan (AUS)        |                  |
| 92               | John Degenkolb (GER)    |                  |
| 93               | Jasper De Buyst (BEL)   |                  |
| 94               | Frederik Frison (BEL)   |                  |
| 95               | Roger Kluge (GER)       |                  |
| 96               | Brian van Goethem (NED) |                  |
| 97               | Nikolas Maes (BEL)      |                  |

| NTT Pro Cycling NTT | NTT Pro Cycling NTT        | NTT Pro Cycling NTT |
| ------------------- | -------------------------- | ------------------- |
| Nr                  | Kolarz                     | Miejsce             |
| 101                 | Edvald Boasson Hagen (NOR) |                     |
| 102                 | Samuele Battistella (ITA)  |                     |
| 104                 | Michael Gogl (AUT)         |                     |
| 105                 | Max Walscheid (GER)        |                     |
| 106                 | Jay Robert Thomson (RSA)   |                     |
| 107                 | Rasmus Tiller (NOR)        |                     |

| Trek-Segafredo TFS | Trek-Segafredo TFS      | Trek-Segafredo TFS |
| ------------------ | ----------------------- | ------------------ |
| Nr                 | Kolarz                  | Miejsce            |
| 112                | Jasper Stuyven (BEL)    |                    |
| 113                | Edward Theuns (BEL)     |                    |
| 114                | Kiel Reijnen (USA)      |                    |
| 115                | Toms Skujiņš (LAT)      |                    |
| 116                | Charlie Quaterman (GBR) |                    |
| 117                | Ryan Mullen (IRL)       |                    |

| UAE Team Emirates UAD | UAE Team Emirates UAD           | UAE Team Emirates UAD |
| --------------------- | ------------------------------- | --------------------- |
| Nr                    | Kolarz                          | Miejsce               |
| 121                   | Alexander Kristoff (NOR)        |                       |
| 122                   | Sven Erik Bystrøm (NOR) (szosa) |                       |
| 123                   | Marco Marcato (ITA)             |                       |
| 124                   | Vegard Stake Laengen (NOR)      |                       |
| 125                   | Tom Bohli (SUI)                 |                       |

| Groupama-FDJ GFC | Groupama-FDJ GFC            | Groupama-FDJ GFC |
| ---------------- | --------------------------- | ---------------- |
| Nr               | Kolarz                      | Miejsce          |
| 131              | Stefan Küng (SUI)           |                  |
| 133              | Kevin Geniets (LUX) (szosa) |                  |
| 134              | Fabian Lienhard (SUI)       |                  |
| 136              | Valentin Madouas (FRA)      |                  |
| 137              | Jake Stewart (GBR)          |                  |

| Ineos Grenadiers IGD | Ineos Grenadiers IGD      | Ineos Grenadiers IGD |
| -------------------- | ------------------------- | -------------------- |
| Nr                   | Kolarz                    | Miejsce              |
| 141                  | Michał Kwiatkowski (POL)  |                      |
| 142                  | Carlos Rodríguez (ESP)    |                      |
| 143                  | Owain Doull (GBR)         |                      |
| 144                  | Luke Rowe (GBR)           |                      |
| 145                  | Christian Knees (GER)     |                      |
| 146                  | Christopher Lawless (GBR) |                      |
| 147                  | Leonardo Basso (ITA)      |                      |

| AG2R La Mondiale ALM | AG2R La Mondiale ALM    | AG2R La Mondiale ALM |
| -------------------- | ----------------------- | -------------------- |
| Nr                   | Kolarz                  | Miejsce              |
| 151                  | Oliver Naesen (BEL)     |                      |
| 153                  | Stijn Vandenbergh (BEL) |                      |
| 154                  | Lawrence Naesen (BEL)   |                      |
| 155                  | Julien Duval (FRA)      |                      |
| 156                  | Silvan Dillier (SUI)    |                      |
| 157                  | Alexis Gougeard (FRA)   |                      |

| Cofidis COF | Cofidis COF              | Cofidis COF |
| ----------- | ------------------------ | ----------- |
| Nr          | Kolarz                   | Miejsce     |
| 161         | Cyril Lemoine (FRA)      |             |
| 162         | Christophe Laporte (FRA) |             |
| 163         | Dimitri Claeys (BEL)     |             |
| 164         | Julien Vermote (BEL)     |             |
| 165         | Damien Touzé (FRA)       |             |
| 166         | Piet Allegaert (BEL)     |             |
| 167         | Attilio Viviani (ITA)    |             |

| Circus-Wanty Gobert CWG | Circus-Wanty Gobert CWG | Circus-Wanty Gobert CWG |
| ----------------------- | ----------------------- | ----------------------- |
| Nr                      | Kolarz                  | Miejsce                 |
| 172                     | Xandro Meurisse (BEL)   |                         |
| 173                     | Alfdan De Decker (BEL)  |                         |
| 175                     | Andrea Pasqualon (ITA)  |                         |
| 176                     | Boy van Poppel (NED)    |                         |
| 177                     | Danny van Poppel (NED)  |                         |

| Sport Vlaanderen-Baloise SVB | Sport Vlaanderen-Baloise SVB | Sport Vlaanderen-Baloise SVB |
| ---------------------------- | ---------------------------- | ---------------------------- |
| Nr                           | Kolarz                       | Miejsce                      |
| 181                          | Kenny De Ketele (BEL)        |                              |
| 182                          | Robbe Ghys (BEL)             |                              |
| 183                          | Lindsay De Vylder (BEL)      |                              |
| 184                          | Fabio Van den Bossche (BEL)  |                              |
| 185                          | Amaury Capiot (BEL)          |                              |
| 186                          | Sasha Weemaes (BEL)          |                              |
| 187                          | Cédric Beullens (BEL)        |                              |

| Alpecin-Fenix AFC | Alpecin-Fenix AFC                  | Alpecin-Fenix AFC |
| ----------------- | ---------------------------------- | ----------------- |
| Nr                | Kolarz                             | Miejsce           |
| 191               | Mathieu van der Poel (NED) (szosa) |                   |
| 192               | Tim Merlier (BEL)                  |                   |
| 193               | Alexander Krieger (GER)            |                   |
| 194               | Jonas Rickaert (BEL)               |                   |
| 195               | Oscar Riesebeek (NED)              |                   |
| 196               | Gianni Vermeersch (BEL)            |                   |
| 197               | Senne Leysen (BEL)                 |                   |

| B&B Hotels-Vital Concept p/b KTM BVC | B&B Hotels-Vital Concept p/b KTM BVC | B&B Hotels-Vital Concept p/b KTM BVC |
| ------------------------------------ | ------------------------------------ | ------------------------------------ |
| Nr                                   | Kolarz                               | Miejsce                              |
| 201                                  | Bryan Coquard (FRA)                  |                                      |
| 202                                  | Jens Debusschere (BEL)               |                                      |
| 203                                  | Kris Boeckmans (BEL)                 |                                      |
| 204                                  | Bert De Backer (BEL)                 |                                      |
| 205                                  | Jérémy Lecroq (FRA)                  |                                      |
| 206                                  | Luca Mozzato (ITA)                   |                                      |
| 207                                  | Jonas Van Genechten (BEL)            |                                      |

| Total Direct Énergie TDE | Total Direct Énergie TDE | Total Direct Énergie TDE |
| ------------------------ | ------------------------ | ------------------------ |
| Nr                       | Kolarz                   | Miejsce                  |
| 211                      | Niccolò Bonifazio (ITA)  |                          |
| 212                      | Romain Cardis (FRA)      |                          |
| 213                      | Florian Maitre (FRA)     |                          |
| 214                      | Adrien Petit (FRA)       |                          |
| 215                      | Geoffrey Soupe (FRA)     |                          |
| 216                      | Anthony Turgis (FRA)     |                          |
| 217                      | Dries Van Gestel (BEL)   |                          |

| Arkéa-Samsic ARK | Arkéa-Samsic ARK        | Arkéa-Samsic ARK |
| ---------------- | ----------------------- | ---------------- |
| Nr               | Kolarz                  | Miejsce          |
| 221              | Matis Louvel (FRA)      |                  |
| 222              | Donavan Grondin (FRA)   |                  |
| 223              | Benjamin Declercq (BEL) |                  |
| 224              | Christophe Noppe (BEL)  |                  |
| 226              | Connor Swift (GBR)      |                  |
| 227              | Bram Welten (NED)       |                  |

| Bingoal-Wallonie Bruxelles WVA | Bingoal-Wallonie Bruxelles WVA | Bingoal-Wallonie Bruxelles WVA |
| ------------------------------ | ------------------------------ | ------------------------------ |
| Nr                             | Kolarz                         | Miejsce                        |
| 231                            | Jonas Castrique (BEL)          |                                |
| 232                            | Arjen Livyns (BEL)             |                                |
| 233                            | Aksel Nõmmela (EST)            |                                |
| 234                            | Joël Suter (SUI)               |                                |
| 235                            | Lionel Taminiaux (BEL)         |                                |
| 236                            | Luc Wirtgen (LUX)              |                                |
| 237                            | Ludovic Robeet (BEL)           |                                |

| Riwal Securitas RIW | Riwal Securitas RIW      | Riwal Securitas RIW |
| ------------------- | ------------------------ | ------------------- |
| Nr                  | Kolarz                   | Miejsce             |
| 241                 | Piotr Havik (NED)        |                     |
| 242                 | Lucas Eriksson (SWE)     |                     |
| 243                 | Sondre Holst Enger (NOR) |                     |
| 244                 | Arvid de Kleijn (NED)    |                     |
| 245                 | August Jensen (NOR)      |                     |
| 246                 | Tobias Kongstad (DEN)    |                     |
| 247                 | Elmar Reinders (NED)     |                     |

Legenda: DNF – nie ukończył, OTL – przekroczył limit czasu, DNS – nie wystartował, DSQ – zdyskwalifikowany.

## Klasyfikacja generalna
| \| Klasyfikacja generalna \| Klasyfikacja generalna \| Klasyfikacja generalna \| Klasyfikacja generalna \| Klasyfikacja generalna \| \| Kolarz \| Kolarz \| Państwo \| Drużyna \| Czas \| \| ---------------------- \| ---------------------- \| ---------------------- \| ---------------------- \| ---------------------- \| \| 1. \| Yves Lampaert \| Belgia \| Deceuninck-Quick Step \| 3h 57' 12" \| \| 2. \| Tim Declercq \| Belgia \| Deceuninck-Quick Step \| + 21" \| \| 3. \| Tim Merlier \| Belgia \| Alpecin-Fenix \| + 22" \| \| 4. \| John Degenkolb \| Niemcy \| Lotto-Soudal \| + 22" \| \| 5. \| Jean-Pierre Drucker \| Luksemburg \| Bora-Hansgrohe \| + 22" \| \| 6. \| Matteo Trentin \| Włochy \| CCC Team \| + 22" \| \| 7. \| Bert Van Lerberghe \| Belgia \| Deceuninck-Quick Step \| + 22" \| \| 8. \| Stefan Küng \| Szwajcaria \| Groupama-FDJ \| + 22" \| \| 9. \| Kasper Asgreen \| Dania \| Deceuninck-Quick Step \| + 22" \| \| 10. \| Jonas Rickaert \| Belgia \| Alpecin-Fenix \| + 28" \| \| 11. \| Sven Erik Bystrøm \| Norwegia \| UAE Team Emirates \| + 1' 31" \| \| 12. \| Christophe Laporte \| Francja \| Cofidis \| + 1' 37" \| \| 13. \| Max Walscheid \| Niemcy \| NTT Pro Cycling \| + 2' 41" \| \| 14. \| Hugo Hofstetter \| Francja \| Israel Start-Up Nation \| + 2' 41" \| \| 15. \| Alexander Krieger \| Niemcy \| Alpecin-Fenix \| + 2' 43" \| |                     |            |                        |            |
| |                     |            |                        |            |
| Źródło: ProCyclingStats |                     |            |                        |            |
| Klasyfikacja generalna |                     |            |                        |            |
| Kolarz | Kolarz              | Państwo    | Drużyna                | Czas       |
| 1. | Yves Lampaert       | Belgia     | Deceuninck-Quick Step  | 3h 57' 12" |
| 2. | Tim Declercq        | Belgia     | Deceuninck-Quick Step  | + 21"      |
| 3. | Tim Merlier         | Belgia     | Alpecin-Fenix          | + 22"      |
| 4. | John Degenkolb      | Niemcy     | Lotto-Soudal           | + 22"      |
| 5. | Jean-Pierre Drucker | Luksemburg | Bora-Hansgrohe         | + 22"      |
| 6. | Matteo Trentin      | Włochy     | CCC Team               | + 22"      |
| 7. | Bert Van Lerberghe  | Belgia     | Deceuninck-Quick Step  | + 22"      |
| 8. | Stefan Küng         | Szwajcaria | Groupama-FDJ           | + 22"      |
| 9. | Kasper Asgreen      | Dania      | Deceuninck-Quick Step  | + 22"      |
| 10. | Jonas Rickaert      | Belgia     | Alpecin-Fenix          | + 28"      |
| 11. | Sven Erik Bystrøm   | Norwegia   | UAE Team Emirates      | + 1' 31"   |
| 12. | Christophe Laporte  | Francja    | Cofidis                | + 1' 37"   |
| 13. | Max Walscheid       | Niemcy     | NTT Pro Cycling        | + 2' 41"   |
| 14. | Hugo Hofstetter     | Francja    | Israel Start-Up Nation | + 2' 41"   |
| 15. | Alexander Krieger   | Niemcy     | Alpecin-Fenix          | + 2' 43"   |